# Richard Harding Davis
Richard Harding Davis (18 de abril de 1864 - 11 de abril de 1916) fue un novelista y periodista estadounidense, conocido sobre todo como corresponsal de guerra en conflictos como la Guerra hispano-estadounidense, la segunda guerra bóer, y la Primera Guerra Mundial. Su escritura fue de gran ayuda para la carrera política de Theodore Roosevelt y también jugó un papel importante en la evolución de las revistas de prensa estadounidenses. 
Su influencia se extendió al mundo de la moda y se le reconoce como uno de los primeros ejemplos del aspecto masculino basado en un afeitado del rostro cuidado, que se haría tan popular entre los hombres durante el siglo XX.

## Biografía
Davis nació el 18 de abril de 1864 en Filadelfia, Pensilvania. Su madre Rebecca Harding Davis fue una destacada escritora. Su padre, Lemuel Clarke Davis, era un periodista y editó el Philadelphia Public Ledger. Davis estudió en la Academia Episcopal, y más tarde en la Universidad de Lehigh (a cuyo equipo de fútbol pertenecía) y en la Universidad Johns Hopkins.
Su padre le facilitó su primer empleo como periodista en el Registro de Filadelfia, pero fue despedido al poco tiempo. Después de otro breve empleo en la prensa de Filadelfia, aceptó un puesto mejor pagado en el Evening Sun de Nueva York, donde llamó la atención por su estilo extravagante y sus escritos sobre temas controvertidos como el aborto, el suicidio y la pena de muerte.

## Obra
- Stories for Boys (1891)
- Cinderella and Other Stories (1891)
- Gallegher, and Other Stories (1891)
- The West from a Car Window (1892)
- Van Bibber and Others (1892)
- The Rulers of the Mediterranean (1893)
- The Exiles, and Other Stories (1894)
- Our English Cousins (1894)
- About Paris (1895)
- The Princess Aline (1895)
- Three Gringos in Central America and Venezuela (1896)
- Soldiers of Fortune (1897)
- Cuba in War Time (1897)
- Dr. Jameson's Raiders vs. the Johannesburg Reformers (1897)
- A Year From a Reporter's Note-Book (1898)
- The King's Jackal (1898)
- The Cuban & Porto Rican Campaigns (1899)
- The Lion and the Unicorn (1899)
- With Both Armies (1900), on the Second Boer War
- Ranson's Folly (1902)
- Captain Macklin: His Memoirs (1902)
- The Bar Sinister (1903)
- Real Soldiers of Fortune (1906) –Biografías de Winston Churchill (1874–1965), Major Frederick Russell Burnham, (1861–1947), General Henry Douglas McIver (1841–1907), James Harden-Hickey (1854–1898), Captain Philo McGiffen (1860–1897), William Walker (1824–1860).
- The Congo and coasts of Africa (1907)
- The Scarlet Car (1906)
- Vera, the Medium (1908)
- The White Mice (1909)
- Once Upon A Time  (1910)
- Notes of a War Correspondent (1910)
- The Lost Road and Other Stories (1913)
- Peace Manoeuvres; a Play in One Act (1914)
- The Boy Scout (1914)
- With the Allies (1914)
- With the French in France and Salonika (1916)
- The Man Who Could Not Lose (1916)

## Ediciones en español
- Cuba en Tiempo de Guerra (2010) (Versión digital kindle and Nook). Traducción de Jordal Medí. Editorial Medí: Miami, 2010. ASIN: B004BLK8HE
- Cuba en Tiempo de Guerra (2013). Traducción de Jordal Medí. CreateSpace Independent Publishing Platform: Miami, 2013. ISBN-10: 1483978869 ISBN-13: 978-1483978864